# Sthenelais kuekenthali
Sthenelais kuekenthali är en ringmaskart som beskrevs av Augener 1933. Sthenelais kuekenthali ingår i släktet Sthenelais och familjen Sigalionidae.
Artens utbredningsområde är Karibiska havet. Inga underarter finns listade i Catalogue of Life.